# بني بويحماد (كلدمان)
بني بويحماد هي إحدى مشيخات المملكة المغربية، تتبع جغرافيا لإقليم تازة وإداريًا لكلدمان. يقدر عدد سكانها بـ 5581 نسمة حسب الإحصاء الرسمي للسكان والسكنى لسنة 2004.